# Bacci Pagano cerca giustizia
Bacci Pagano cerca giustizia, sottotitolo Nuove indagini per l'investigatore dei carruggi, è una raccolta di racconti dello scrittore genovese Bruno Morchio. Fa parte delle inchieste dell'investigatore privato Bacci Pagano, in ordine di uscita è l'ottavo volume della serie.

## I racconti

### Un ibrido d'uomo
Al ritorno da un ricovero in Svizzera per una grave depressione, Mario Canepa, uomo di colore di quarant'anni nato in Eritrea ma adottato da genitori italiani, cerca di rimettersi in contatto con la famiglia. La figlia Rachele lo invita a pranzo ma mette in chiaro che il fratello Giovanni non vuole saperne di lui. Canepa non capisce perché, e si rivolge all'investigatore Bacci Pagano per rintracciarlo.
Bacci scopre che la ditta di Canepa, che si occupava dell'importazione di caffè dal Corno d'Africa, è stata fatta fallire appositamente dal socio, suo zio Oreste Melandri, con la complicità del liquidatore del tribunale; in realtà l'azienda aveva i bilanci in attivo. Melandri si mette in contatto con Bacci, i due si vedono; l'uomo tenta di convincerlo che la ditta è fallita per questioni diverse.
Bacci Pagano minaccia il ragionier Barisone, l'ex liquidatore del tribunale che ora lavora per Melandri, e interroga l'ex funzionario di banca che aveva coperto gli storni di capitali dalla Mario Canepa & Figlio alla Ediltecno. Consegna la registrazione audio delle due confessioni a Paola, la moglie di Mario Canepa appena rientrata da una vacanza in Sudamerica.
Intanto arrivano novità da Giovanni: il ragazzo è stato picchiato da naziskin a Milano; suo padre parte immediatamente e lo raggiunge in ospedale, i due si riconciliano.

### Bacci Pagano al Roger Café
In un giorno di pioggia, Bacci Pagano chiacchiera al caffè con il suo amico Tony, con il Capitano, un francese che ha un negozio di crêpes, e con un immigrato di nome Ahmed: parlano di razzismo, immigrazione e delle trasformazioni subite dal centro storico di Genova.
Racconto apparso originariamente su Il Sole 24 Ore, febbraio 2010. 

### Bacci Pagano su lago
Bacci Pagano viene ingaggiato da un notaio che abita sul Lago di Lugano per controllare se la propria segretaria sottrae di nascosto contante dalla sua cassaforte.
Brevissimo racconto pubblicato originariamente su Cooperazione , aprile 2007.
Si tratta dell'unica storia di Bacci Pagano, romanzo o racconto, che non sia scritto con il punto di vista della prima persona singolare.

### Bacci Pagano al ballo a Fontanigorda
Il giorno di natale, Bacci Pagano viene incaricato da un industriale che fabbrica porte blindate di controllare la propria figlia sedicenne che si reca a ballare nel paese di Fontanigorda. Non deve avvicinarsi a un ragazzo del quale gli fornisce una foto perché senza saperlo sono fratelli: il cliente l'ha infatti concepito fuori dal matrimonio con una donna in vacanza a Fontanigorda.
Giunto sul posto, dopo una scazzottata con un gorilla, Bacci scopre che le cose non stanno come gli ha detto il suo cliente
Pubblicato originariamente nell'antologia  Anselmo Roveda (a cura di), Liguria in giallo e nero, Fratelli Frilli, 2006, ISBN 978-8875631840.
Il titolo è tratto dall'omonima raccolta di poesie (1938) di Giorgio Caproni.

### Gli uccelli di Pechino
Bacci Pagano viene ingaggiato da una donna il cui marito, giornalista, è scomparso a Pechino dopo un convegno. L'investigatore si reca nella capitale cinese e scopre che l'uomo non è propriamente scomparso nel nulla, ma dovrà tornare a casa in Italia senza di lui.
Pubblicato originariamente nell'antologia Accadde a Pechino, a cura dell'Istituto Italiano di Cultura di Pechino, 2010.
Il titolo è un omaggio al romanzo Gli uccelli di Bangkok, una delle inchieste più famose dell'investigatore Pepe Carvalho, nato dalla penna dello scrittore catalano Manuel Vázquez Montalbán. 

## Personaggi
Un ibrido d'uomo
- Mario Canepa, nato in Eritrea con il nome di Mohamed, adottato all'età di 2 anni da una famiglia genovese che non poteva avere figli; sposato con Paola, padre di Rachele e Giovanni, ha divorziato e ha dovuto vendere l'appartamento di famiglia per pagare le costose cure in una clinica svizzera a causa di una forte depressione.
- Oreste Melandri, titolare della Ediltecno, cugino primo del padre di Mario e suo ex socio nella Mario Canepa & Figlio; è candidato sindaco al comune di Genova.
- Rachele Canepa, figlia di Mario, ha una relazione con Oreste Melandri.
- Giovanni Canepa, figlio di Mario, è il ragazzo che Bacci Pagano deve rintracciare.
- ragionier Barisone, ex liquidatore del Tribunale.

## Edizioni
- Bacci Pagano cerca giustizia, collana Supernoir, Genova, Fratelli Frilli, 2011,  p. 160, ISBN 978-8875636630.